# 분성산
분성산(盆城山)은 대한민국 경상남도 김해시에 있는 높이 382m의 산이다.
중턱에는 분산성, 수로왕비릉, 해은사, 금성사, 성조암 등이 있다. 그리고 정상에는 김해천문대가 있다.
등산로는 그리 험하지 않으며, 산의 남쪽으로 시가지가 펼쳐져 있다.

## 같이 보기
- 한국의 산